# Philippe Rukamba
Philippe Rukamba (Kabarondo, Ruanda, 26 de maio de 1948) é um clérigo ruandês e bispo emérito católico romano de Butare.
Philippe Rukamba recebeu o Sacramento da Ordem em 25 de julho de 1974.
Em 2 de janeiro de 1997, o Papa João Paulo II o nomeou Bispo de Butare. O bispo emérito de Kibungo, Joseph Sibomana, o consagrou bispo em 12 de abril do mesmo ano; Os co-consagradores foram o Bispo de Kibungo, Frédéric Rubwejanga, e o Bispo Emérito de Butare, Jean-Baptiste Gahamanyi. De 28 de maio de 2012 a 26 de novembro de 2014, foi também Administrador Apostólico da Diocese de Gikongoro durante a vacância da Sede.
Teve sua renúncia aceita pelo Papa Francisco em 12 de agosto de 2024.